# Melanotrichus concolor
Melanotrichus concolor är en insektsart som först beskrevs av Carl Ludwig Kirschbaum 1856.  Melanotrichus concolor ingår i släktet Melanotrichus och familjen ängsskinnbaggar. Inga underarter finns listade i Catalogue of Life.